# Mateo Albéniz
Mateo Albéniz, noto anche come Mateo Antonio Pérez de Albéniz (21 novembre 1755 – San Sebastián, 23 giugno 1831), è stato un compositore e organista spagnolo.

## Biografia
Non era parente del più noto compositore Isaac Albéniz, ma fu il padre di Pedro Albéniz. È identificato dal nome Pedro Albéniz in alcune vecchie fonti biografiche e si dice che sia morto nel 1821.
Ottenne un posto come Maestro di cappella a San Sebastián e a Logroño dal 1795 al 1800.
Compose messe, vespri, motteti e altre musiche da chiese mai pubblicate, e un libro di solfeggi (pubblicato a San Sebastian, 1800). Albéniz scrisse alcuni libri sul clavicembalo e fortepiano. L'opera con la quale è conosciuto oggi è la Sonata in re maggiore, di cui è stata fatta una trascrizione popolare per la chitarra.